# Free Smoke
Free Smoke è un singolo del rapper canadese Drake estratto dall'album More Life, pubblicato nel 2017.

## Tracce
Download digitale
1. Free Smoke – 3:39